# Fédération néerlandaise de bridge
La Fédération néerlandaise de bridge, en néerlandais Nederlandse Bridge Bond (NBB), est l'organisation nationale chargée de gérer et de promouvoir la pratique du bridge aux Pays-Bas. Son siège social se situe à Utrecht.

## Histoire
La Fédération néerlandaise de bridge a été fondée en 1930. En 1980, la Fédération comptait 40 000 membres ; en 1995, on passait le cap des 100 000 membres. Environ 1 100 clubs en 26 districts sont liés à la NBB, qui a atteint en 2007 le nombre de 115 000 membres avec double comptes (membres registrés par club) et en 2011 85 789 membres sans doubles comptes (membres registrés individuellement). La 'NBB est en 2011 la 3e fédération dans le monde après la fédération américaine et la fédération française. 
Le NBB édite le mensuel Bridge, qui atteint un tirage de 75 000 exemplaires en 2008.

## Bridgemate

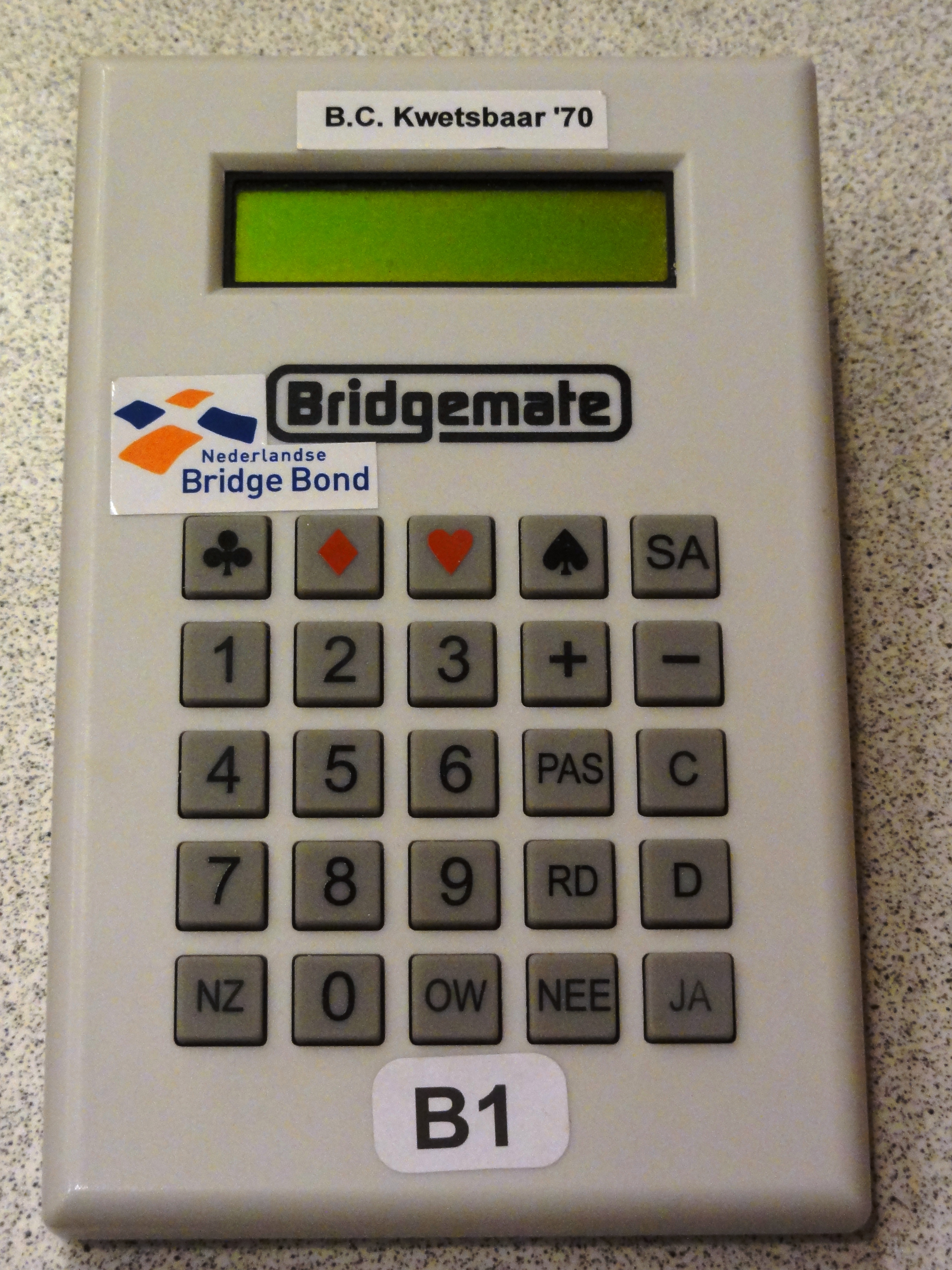
BridgematePro

C'est sous les auspices du NBB que le Néerlandais Ron Bouwland a développé dans les années 2000-2005 la Bridgemate. La Bridgemate est un système de stockage électronique des scores d'un jeu par table, qui simplifie le traitement des scores d'une compétition.
La Bridgemate classique devrait être connectée à un ordinateur à l'aide d'un câble. La Bridgemate Pro, plus moderne, et son successeur Bridgemate II utilisent la transmission sans fil. Aux Pays-Bas, la Bridgemate est utilisée par 1 400 clubs de bridge ; la Fédération mondiale de bridge utilise aussi la Bridgemate lors des compétitions.